# Sardana

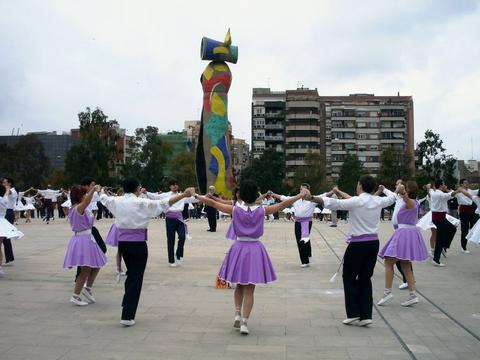
Grupp sardana-dansare i Barcelona.

Sardana (uttal: /sərˈðanə/ eller /saɾˈðana/; plural: sardanes) är en katalansk ringdans. Den har sitt ursprung från Empordà-regionen och fick en större spridning runt i Katalonien under 1900-talet.
Dansen finns huvudsakligen i två varianter. Det är dels den ursprungliga sardana curta ('kort sardana'), dels den moderna och populärare sardana llarga ('lång sardana'). Dessutom förekommer mer ovanliga varianter som sardana de lluïment ('uppvisningssardana') och sardana revessa ('virvelsardana').

## Historik
Sardanans ursprung är inte helt utredd, och det sägs att dansen var populär redan under 1500-talet.
Däremot är det mer känt att sardana var en vanligt förekommande dans i Empordà, Roussillon och Garrotxa i mitten av 1800-talet. Dess popularitet ökade genom tillskott från andra kulturformer som zarzuela och den tidens populära italienska operor, något som bidrog till att göra sardana till en modedans.
Sardana fick en större spidning under det sena 1800-talet katalanska uppvaknande och nya nationalkänsla, då dansen fick en högre status som symbol för ett distinkt katalanskt etos. Dansen blev föremål för modern koreografering framemot sekelskiftet 1900, vilket utvecklade dansen bort från sin ursprungliga nordkatalanska stil. Pep Venturas band nämns som upphov till standardiseringen kring 6/8-takt och instrumenteringen i ackompanjemanget.
År 2010 listade Kataloniens regionstyre sardana som del av Catàleg del Patrimoni Festiu de Catalunya ('Kataloniens lista över kulturarv vid folkfester'), och man förklarade den som en nationell angelägenhet.